# Схватка (игра)
Схватка — первый проект в формате ночных поисковых игр на территории СНГ. Его суть сводится к прохождению уровней, задания на которые участники получают через интернет-сайт. Команда, первая отыскавшая все зашифрованные точки в городе, становится победителем и получает призовой фонд. Команда делится на штабных и полевых игроков. Штаб получает задания на сайте, а полевые выполняют разнообразные миссии в реальном мире.
Проект «Схватка» был основан в 2001 году в столице Республики Беларусь, городе Минске Иваном Маслюковым. Не следует путать проект «Схватка» с проектом Encounter, где имеется разновидность игры с названием «Схватка». Эта неоднозначность связана с общим автором этих игр, см. раздел «История».
Преимущественно игры Схватки проходят в ночь с субботы на воскресенье. Одиночные пешие игры проводятся днём в субботу или воскресенье.
Для участия обычно требуется:
- Подключение к Интернету, чтобы получать задания и вводить найденные коды: это можно делать через ноутбук, КПК или мобильный телефон;
- Автомобиль (или несколько автомобилей);
- Карты местности, фонарики.

Побеждает команда, быстрее всех выполнившая  задания.

## История
Классическую Схватку придумал Иван Маслюков (в проекте известный как im) в 2001 году. Первая игра по современным правилам состоялась в Минске, столице Республики Беларусь, 7 октября 2001 года.
Иван Маслюков разработал и нарисовал логотип игры «Схватка».
Первая игра состоялась на сервере молодёжной белорусской газеты «Знамя Юности». Она стартовала в полночь 7 октября 2001 года. Из семи предложенных заданий только в последнем была заложена необходимость оторваться от компьютера и выполнить миссию в реальном мире. Несколько участников «загорелись», сели в машины и поехали выполнять задание. Возможно, эти несколько предприимчивых человек и предопределили судьбу проекта. Оказалось, что люди готовы к активным действиям за гранью виртуальности, и это важно было понять и прочувствовать.
Но в декабре 2001 года оригинальный и явно захватывающий участников проект был приостановлен по финансовым обстоятельствам: игры проводились за счет личных вложений создателя «Схватки» Ивана Маслюкова, а их не хватало. Он дал обещание возобновить игры, как только появится возможность.
В начале весны 2002 года Иван занялся поисками партнеров, которые помогли бы «Схватке» финансированием. Он решил обойти сто случайных организаций, которые теоретически могли бы согласиться на разработку совместного проекта. Первым в списке значился Интернет-провайдер OOO «Белинфонет». Ольга Шелк, менеджер по рекламе, заинтересованно выслушала Ивана и обещала рассказать об идее руководству компании. Вскоре был дан положительный ответ.
Началась подготовка первой виртуальной игры (позже эти игры были переименованы в «Открытые»), которая была назначена на 1 июня 2002 года. Разрабатывался программный комплекс, изготовлялась и распространялась различная рекламная продукция: листовки, буклеты, наклейки.
Таким образом, виртуальная игра «Реинкарнация схватки» успешно состоялась. Было проведено ещё четыре таких игры, прежде чем 22 июня состоялась первая Схватка (при содействии компании «БелИнфоНет») в Минске под названием «Звуки ночи».
Игра получила широкий резонанс, о ней писала пресса Белоруссии: газеты «Беларусь Сегодня», «Туризм и Отдых», журнал «CD» и так далее.
Минские студенты, когда-то в детстве недоигравшие в казаков-разбойников, пять лет назад придумали игру, которая позволила бы им интересно проводить время вместе, но не требовала бы существенных материальных затрат.

Вряд ли они могли ожидать, что вскоре их детище перешагнет через государственную границу и приживется сразу в нескольких российских городах: от Москвы и Санкт-Петербурга до Ростова-на-Дону и Калининграда.Газета «Комсомольская правда», 1 ноября 2007 г
В настоящее время права на марку игры принадлежат минскому интернет-провайдеру «Белинфонет», но только на территории Беларуси.
Впоследствии между Иваном Маслюковым и «Белинфонетом» возникли разногласия по поводу дальнейшей судьбы проекта. В результате Иван создал коммерческий проект Encounter с упором на экстремальность и сложные полевые задания, а организаторы «Схватки» придерживаются противоположной идеологии, с максимальным упором на безопасность игроков на локациях и весьма сложными штабными заданиями.
В России городские интерактивные игры появились в 2005 году — практически одновременно в Москве прошли «Схватка» и «Энкаунтер», а в Петербурге — «Дозор».Журнал «Деньги» № 34 (640), 3 сентября 2007 г
В конце 2008 года «Белинфонетом» было принято решение о постепенном сворачивании проекта на территории Беларуси, поскольку изначально он запускался в рекламных целях, а сейчас появилось столько проектов-клонов, что «Схваткой» уже никого не удивишь. В результате финансирование «Схватки» «Белинфонетом» прекратилось и минские организаторы сфокусировались на корпоративных играх, домен cx.by переадресован на adven.by.
На положении «Схватки» в городах России данные события не отразились.
Приблизительно с 2016 года общедоступные игры проводятся нерегулярно без какого-либо расписания, что связано с общей тенденцией снижения интереса аудитории к ночным играм, пик которого пришелся в России на 2008—2009 годы. Организаторы сфокусированы на рынке корпоративных игр, которые проходят до нескольких раз в месяц. Наиболее активна «Схватка» в Санкт-Петербурге (сх в Питере).

## Франчайзинг
«Схватка» распространяется по модели франчайзинга, аналогично Дозору и Encounter: энтузиасты, желающие запустить проект в своем городе, договариваются с владельцем движка на индивидуальных условиях. Кроме движка минской «Схватки», существует ещё московский движок (http://cxmoscow.ru), стартовавший без согласования с «Белинфонет», поскольку его права на марку игры действуют только на территории Беларуси, но не в России. В России официальный договор с «Белинфонетом» об использовании прав на бренд имеет «Схватка» в Санкт-Петербурге, однако с июня 2009 года она использует московский «движок» вместо минского, так как «Белинфонет» начал постепенно сворачивать проект в Беларуси.
Проект развивается стихийно, не существует единого централизованного списка всех городов, играющих в «Схватку», у каждого региона — свой сайт (cx.by, cxmoscow.ru, cxpiter.ru, cx74.ru и т. д.). Формат игр и правила от города к городу могут различаться, но в целом организаторы стараются выдержать дух первоначальной ночной «Схватки».

## Несчастные случаи
Особенностью проекта является повышенное внимание организаторов к обеспечению безопасности игроков, благодаря чему за всю историю существования «Схватки» ни в одном из городов не было несчастных случаев с летальным исходом или серьёзными травмами. Известно, что потенциально опасные места огораживаются; не используются ветхие конструкции; нет заданий, требующих специальной физической подготовки; возможная опасность также описывается в задании не числовым «кодом опасности», а словами; имеется возможность пройти уровень досрочно со штрафом при возникновении сомнений относительно безопасности; организаторы присутствуют на уровнях, что в силу линейности большинства игр довольно легко; перегоны между локациями чаще небольшие, что делает бессмысленной быструю езду и не провоцирует на нарушение правил дорожного движения. Хотя, в Москве случались игры с затяжными перегонами и уличными гонками.
Организаторы проекта заявляют:
"Схватка" является единственным масштабным проектом, где за всю историю ни в одном городе не происходило несчастных случаев с летальным исходом или серьёзными увечьями. Здесь нет жесткого экстрима: чтобы победить, надо быть не безбашенным, а сообразительным и находчивым.
Отсутствие серьёзных несчастных случаев, несмотря на большой размах игр, является предметом гордости организаторов и позиционируется в качестве конкурентного преимущества перед другими проектами, в частности, DozoR и Encounter, где несчастные случаи периодически происходят.

## Известные участники Схватки
В разное время участие в Схватке принимали интеллектуал Алесь Мухин, музыкант Родион Газманов, участница телепроекта Последний герой — 2 Ксения Волкова, дизайнер Артемий Лебедев

## Корпоративные игры
Организаторы «Схватки», помимо придумывания игр для общественности, устраивают также отдельные корпоративные мероприятия. Многие компании заказывают игры для своих сотрудников, чтобы повысить их «командный дух» и «чувство локтя». Подобные мероприятия обычно называют западным словом тимбилдинг. Корпоративные игры «Схватки» проводят даже такие крупные компании, как Mars и PricewaterhouseCoopers.